# Ken Overlin
Ken Overlin est un boxeur américain né le 15 août 1910 à Decatur, Illinois, et mort le 24 juillet 1969.

## Carrière
Passé professionnel en 1931, il devient champion des poids moyens de la New York State Athletic Commission (NYSAC) en battant aux points Ceferino Garcia le 23 mai 1940. Overlin conserve sa ceinture à deux reprises contre Steve Belloise puis s'incline aux points le 9 mai 1941 face à Billy Soose. Il met un terme à sa carrière en 1944 sur un bilan de 135 victoires, 19 défaites et 9 matchs nuls.

## Distinction
- Ken Overlin est membre à titre posthume de l'International Boxing Hall of Fame depuis 2015.